# Lantana (アルバム)
『Lantana』（ランタナ）は、KEIKOの通算1枚目のオリジナルアルバム。2020年12月9日にavex traxより発売された。

## 概要
- Kalafina解散後初となるソロ・アルバム。
- デジタルシングル「命の花」「Be Yourself」「Ray」「始まりは」を収録している。梶浦由記が本人のために書き下ろし、本人が作詞を行った楽曲「七色のフィナーレ」はシングルとしてリリースされなかったが、本作の表題曲に起用されてプロモーションビデオが制作された。
- 収録曲すべてがノンタイアップでのリリースとなっている。
- 「CD+Blu-ray disc+アナログ盤」の初回限定生産盤、通常盤として「CD＋DVD」「CDのみ」の合計3形態でのリリース。全形態ジャケット写真もそれぞれ異なっている。
- 本人はタイトルについて「今回のアルバムは約1年くらいかけて制作したんですけど、スタッフ陣と打ち合わせをする中で、まずは大きなコンセプトは作らずに、KEIKO自身が歌ってみたい曲や、惹かれる曲にトライしていくという形でスタートすればいいんじゃないかな？というお話をして頂いて始まったので、アルバムのコンセプトと言うよりも1曲1曲を単体で見ていただければ嬉しいなと思っているんです。この『Lantana』というお花は和名で「七変化」という名前があって。その名前のごとく、いろいろな変化があるんです。アルバム1枚のなかでも変化が見られるという意味がちょっと共通もしてるし、大好きなお花だし。響きも気持ちよかったのかな。それで、割と即決で『Lantana』というタイトルになりましたね」と語った[2]。

## 収録内容
| #         | タイトル                              | 作詞                 | 作曲                | 編曲             | 時間  |
| --------- | ------------------------------------- | -------------------- | ------------------- | ---------------- | ----- |
| 1.        | 「Be Yourself」                       | 並木瑠璃             | SoichiroK・Nozomu.S | Soulife          | 3:44  |
| 2.        | 「七色のフィナーレ」                  | KEIKO                | 梶浦由記            | 清水信之         | 4:36  |
| 3.        | 「始まりは」                          | KENGO                | KENGO               | KENGO            | 3:35  |
| 4.        | 「茜」                                | 並木瑠璃             | 大島こうすけ        | 大島こうすけ     | 5:15  |
| 5.        | 「溜め息の消える街」                  | さいとうくにあき     | さいとうくにあき    | さいとうくにあき | 3:58  |
| 6.        | 「Ray」                               | Saku                 | Saku                | Saku             | 4:47  |
| 7.        | 「夕顔」                              | KEIKO                | 春夏秋冬            | 春夏秋冬         | 3:56  |
| 8.        | 「エンドロール」                      | 齋藤愛               | HaTo                | HaTo             | 4:01  |
| 9.        | 「Change The World's Color」          | ラムシーニ・遠野四季 | ラムシーニ          | ラムシーニ       | 5:01  |
| 10.       | 「命の花」                            | KEIKO                | XYZ                 | XYZ・Youbounce   | 4:10  |
| 11.       | 「茜 ～acoustic ver.～」(Bonus Track) | 並木瑠璃             | 大島こうすけ        |                  | 5:13  |
| 合計時間: | 合計時間:                             | 合計時間:            | 合計時間:           | 合計時間:        | 48:16 |

| #   | タイトル                                                              | 作詞 | 作曲・編曲 |
| --- | --------------------------------------------------------------------- | ---- | ---------- |
| 1.  | 「七色のフィナーレ」(Music Video)                                     |      |            |
| 2.  | 「Be Yourself」(KEIKO First Live K001 ～I'm home～ より)              |      |            |
| 3.  | 「始まりは」(KEIKO First Live K001 ～I'm home～ より)                 |      |            |
| 4.  | 「Ray」(KEIKO First Live K001 ～I'm home～ より)                      |      |            |
| 5.  | 「溜め息の消える街」(KEIKO First Live K001 ～I'm home～ より)         |      |            |
| 6.  | 「茜」(KEIKO First Live K001 ～I'm home～ より)                       |      |            |
| 7.  | 「エンドロール」(KEIKO First Live K001 ～I'm home～ より)             |      |            |
| 8.  | 「Change The World's Color」(KEIKO First Live K001 ～I'm home～ より) |      |            |
| 9.  | 「命の花」(KEIKO First Live K001 ～I'm home～ より)                   |      |            |
| 10. | 「七色のフィナーレ」(KEIKO First Live K001 ～I'm home～ より)         |      |            |

| #  | タイトル             | 作詞 | 作曲・編曲 | 時間 |
| -- | -------------------- | ---- | ---------- | ---- |
| A. | 「七色のフィナーレ」 |      |            | 4:36 |
| B. | 「命の花」           |      |            | 4:10 |